# 马来亚猪笼草
马来亚猪笼草（学名：Nepenthes malayensis）是一种马来西亚半岛地区东部山区特有的热带食虫植物，生长于山峰附近海拔800至1000米的遮阴地区，部分个体分布于开阔地。马来亚猪笼草下位笼和上位笼的笼唇都具有明显的红色条纹。马来亚猪笼草2018年被首次观察到，最初被鉴定为血红猪笼草（N. sanguinea），2020年其正式描述发布于《邱园报》。马来猪笼草的种加词“malayensis”指代其原产地马来西亚。
马来亚猪笼草已被列入国际植物名称索引（IPNI），其分类地位在2021年的《捕蝇草》中得到简要审查。其在斯图尔特·麦克弗森《新猪笼草》卷二中作为一批新描述的猪笼草之一得到介绍，同时在《意大利食虫植物协会杂志》第62期中得到突出展示。马来亚猪笼草的内部转录间隔区序列信息储存于美国国家生物技术信息中心（NCBI）的GenBank數據庫中，登录号为MN347033.1。
根据《國際自然保護聯盟瀕危物種紅色名錄》的标准，马来亚猪笼草被评定为极危物种。

## 植物学史

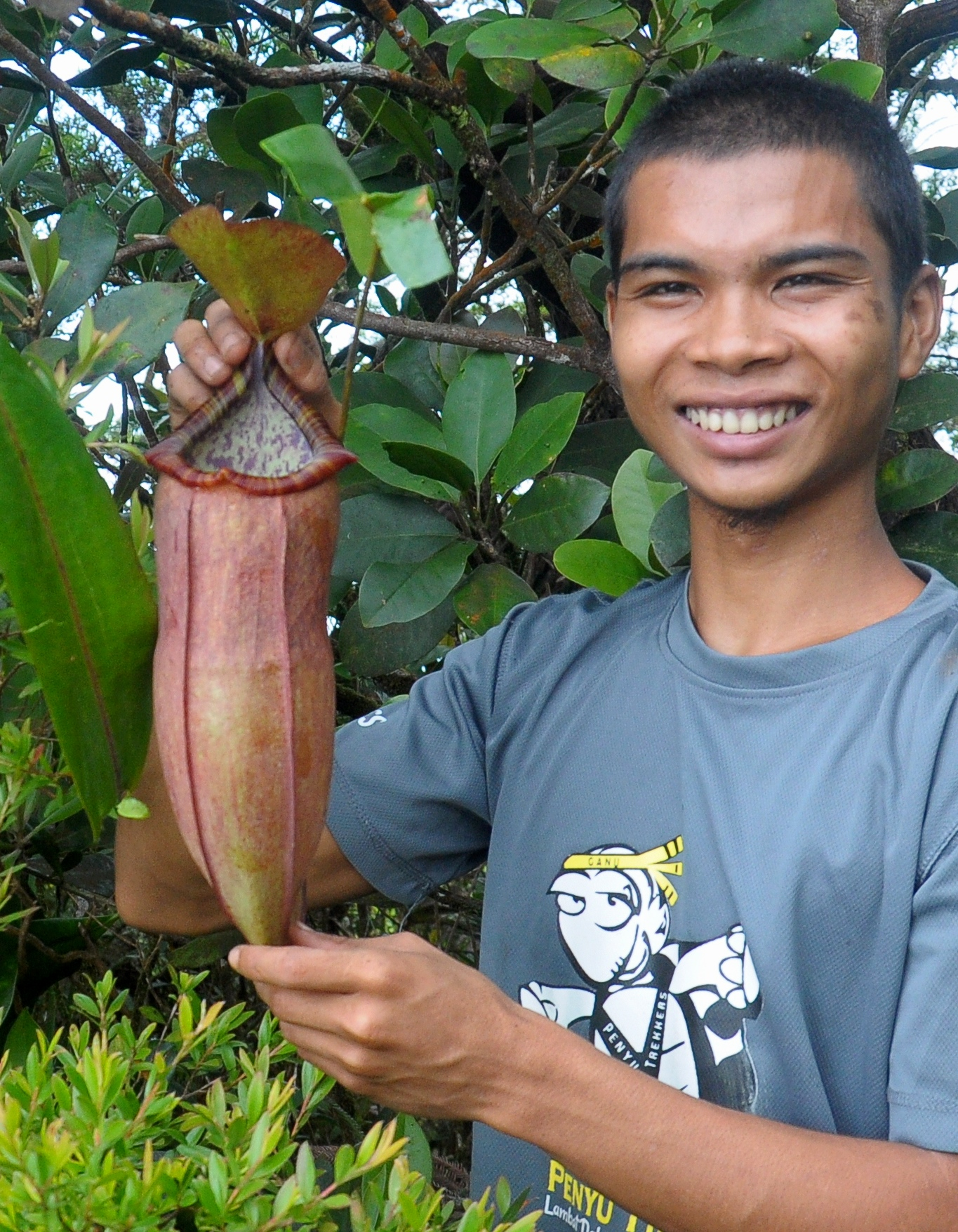
莫哈末·阿里亚斯·沙克里手持高达35厘米的马来亚猪笼草红色变种上位笼。该照片引起了描述作者的注意，并在2018年发表了该物种的正式描述。

2018年，马来亚猪笼草最早由马来西亚当地自然摄影师多姆·尼空（Dome Nikong）和莫哈末·阿里亚斯·沙克里（Mohamad Alias Shakri）发现，并通过阿里亚斯发布在社交媒体上。2019年初，这一发现引起了长期收集马来西亚猪笼草信息的阿敏·阿西拉夫·达米兹（Amin Asyraf Tamizi）的注意。由植物分类学家莫哈末·诺法依扎·加扎里博士（Dr. Mohd Norfaizal Ghazalli）、分子生物学家阿敏·阿西拉夫·达米兹、植物分类学家爱德华·恩塔莱·贝西（Edward Entalai Besi）和民族植物学家莫哈末·依卡万努丁·末·依沙（Muhamad Ikhawanuddin Mat Esa），及两位摄影师构成的实地调查团队迅速投入对原始分布的调查。马来西亚国立大学植物分类学家名誉教授拿督阿都·拉迪夫·莫哈末博士（Abdul Latiff Mohamad）通过照片和标本进一步评估了该物种。最后由阿敏·阿西拉夫·达米兹、莫哈末·诺法依扎·加扎里和多姆·尼空正式描述，并在线发表于2020年12月20日出版的《邱园报》第75期。

## 相关物种
由于绿色亚种上位笼的相似特征，马来亚猪笼草一开始被鉴定为血红猪笼草的同源类群。在综合分析上位茎、下位笼、叶表、维管束的详细表征以及核糖體DNA的内转录间隔区序列后，马来亚猪笼草被确定为一个独立物种。
| 马来亚猪笼草和血红猪笼草之间形态特征的差别 |                                  |            |  |
| 形态特征                                   | 马来亚猪笼草                     | 血红猪笼草 |  |
| 茎横截面形状                               | 圆柱形至宽角形                   | 窄角形     |  |
| 毛被                                       | 叶片、捕虫笼和笼蔓具细短柔毛     | 脱落       |  |
| 捕虫笼形状                                 | 宽圆柱形，且中部和唇下方略微收窄 | 窄漏斗形   |  |

马来亚猪笼草唇上明显的条纹是所有个体都存在的典型特征。绿色变种（var. viridis）为常见个体，红色变种（var. rubeus）则较少见。虽然形态特征和地理分布存在差异，但610 bp rRNA-ITS序列对比显示，马来亚猪笼草与血红猪笼草、本斯通猪笼草、白环猪笼草其他三个马来亚半岛物种之间具有最高相似性（99.84%）。
马来亚猪笼草成熟捕虫笼可高达35厘米，容积约800毫升，属于有记录以来野外记录到的大型猪笼草。相较而言，产自沙巴的猪笼草属中捕虫笼最大的马来王猪笼草，其捕虫笼最高可达41厘米；产自菲律宾南部的宝特瓶猪笼草捕虫笼可高达40厘米；而产自巴拉望岛的爱登堡猪笼草捕虫笼可高达30厘米。

## 生态关系
相对于血红猪笼草的陆生状态，尚未观察到马来亚猪笼草生长于土壤。马来亚猪笼草仅生长于堆积在岩石表面的腐殖质中（兼性石生）或树枝上的苔藓堆中。这种非陆生的特性，可能是过去研究人员和探险者难以发现的主要原因。